# موسم الساحرة (فلم 2011)
موسم الساحرة هو فيلم حركة تم إنتاجه في أستراليا والمملكة المتحدة وصدر في سنة 2011. الفيلم من إخراج بريت راتنر من بطولة نيكولاس كيج ورون بيرلمان وروبرت شيهان وكرستوفر لي.

## الميزانية والإيرادات
بلغت تكلفة إنتاج الفيلم حوالي 40 مليون دولار بينما حقق إيرادات تقدر بـ 91.6 مليون دولار.

## القصة
تتحدث قصة الفيلم عن بيمان الفارس الصليبي من القرن الـ 14، والذي يعود مع رفيقه إلى الوطن ويجده قد دُمر بواسطة الطاعون الأسود.والكنيسة تعتقد بأن السحر وراء هذا الوباء، فترسل الفارسين بصحبة ساحرة مذنبة إلى كنيسة مهجورة، حيث سيؤدي فيها الرهبان طقوساً سحرية أملاً في إنهاء الوباء.

## وصلات خارجية
- موسم الساحرة على موقع IMDb (الإنجليزية)
- موسم الساحرة على موقع ميتاكريتيك (الإنجليزية)
- موسم الساحرة على موقع روتن توميتوز (الإنجليزية)
- موسم الساحرة على موقع نتفليكس (الإنجليزية)
- موسم الساحرة على موقع قاعدة بيانات الأفلام العربية
- موسم الساحرة على موقع ألو سيني (الفرنسية)
- موسم الساحرة على موقع Turner Classic Movies (الإنجليزية)
- موسم الساحرة على موقع أول موفي (الإنجليزية)
- موسم الساحرة على موقع بوكس أوفيس موجو (الإنجليزية)
- موسم الساحرة على موقع فيلمافينيتي (الإسبانية)